# Battaglia di Arnhem (1813)
La battaglia di Arnehm, del 30 novembre 1813, fu uno scontro armato fra le truppe del regno di Prussia, condotte dal generale Friedrich Wilhelm von Bülow, e quelle dell'esercito imperiale francese, condotte dal generale Henri François Marie Charpentier, che si concluse con la vittoria delle truppe prussiane. La battaglia fa parte delle guerre della sesta coalizione antifrancese.

## Antefatti
Dopo la pesante sconfitta inflitta a Napoleone da parte degli alleati della Sesta coalizione a Lipsia, combattuta tra il 16 e il 19 ottobre 1813, i vincitori erano divisi sul come proseguire la guerra contro i francesi. Lo zar Alessandro I voleva occupare Parigi e destituire Napoleone, sebbene alcuni suoi generali pensassero di aver già sparso sufficiente sangue russo allo scopo. Il re di Prussia, Federico Guglielmo III, era normalmente dalla parte dello zar mentre i suoi sottoposti anelavano ad una rivincita contro l'Imperatore francese. L'Imperatore austriaco Francesco II era diffidente nel rovesciare Napoleone, poiché temeva l'espansione dell'influenza russa e prussiana. La Gran Bretagna, stanca di finanziare la Coalizione, desiderava una pace stabile. Il reggente svedese, Jean-Baptiste Bernadotte, ex maresciallo di Francia, era sospettato di complottare segretamente per assicurare a sé stesso il trono francese.
Dal 1810 i Paesi Bassi erano stati annessi da Napoleone alla Francia e avevano contribuito all'esercito francese nel periodo 1811–1813 con 17300 uomini e le pesanti perdite subite da quest'ultimo nella Campagna di Russia avevano sconvolto la popolazione olandese. Inoltre la politica napoleonica del Blocco continentale aveva seriamente danneggiato i commerci olandesi, per cui la popolazione era ansiosa di liberarsi del giogo francese.

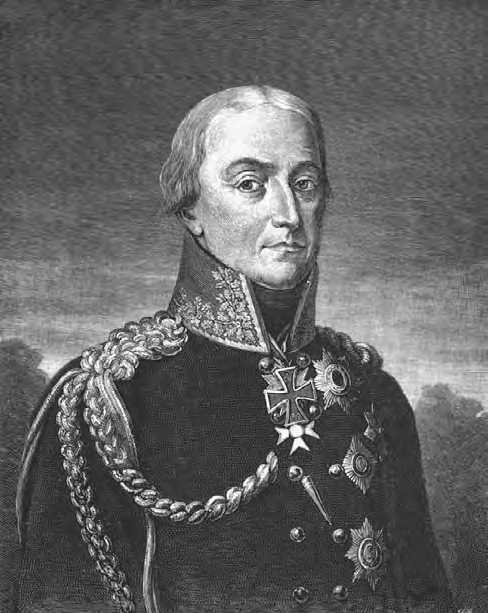
Friedrich Wilhelm von Bülow

All'inizio di novembre il comandante di corpo d'armata russo di origine tedesca, Ferdinand von Wintzingerode, inviò in Olanda un corpo di spedizione di 3500 uomini al comando di Alexander Khristoforovich Benckendorff. Si trattava di fanti e cavalieri cosacchi del Don, cui si aggiunsero presto altri otto reggimenti cosacchi.
Tra il 14 e il 15 novembre scoppiò ad Amsterdam la ribellione olandese. Depresso per la perdita del figlio in Russia, il governatore francese dei Paesi Bassi,  Charles-François Lebrun, duca di Piacenza, rispose debolmente alla crisi. Entro il 19 novembre i capi della ribellione avevano formato un governo provvisorio, in attesa del ristabilimento al potere della Casa d'Orange-Nassau.
Il 13 novembre il generale prussiano von Bülow fece avanzare il suo III corpo d'armata da Minden verso il confine olandese. Per la fine di novembre il generale francese Macdonald, duca di Taranto, aveva diviso le sue forze in tre gruppi. All'ala sinistra stavano i 10000 uomini della 31ª divisione di Henri François Marie Charpentier, il II corpo di cavalleria e la colonna volante del generale Amey. Il loro scopo era la difesa dei fiumi Reno, Mosa, Waal e IJssel. Il centro contava su 6000 uomini della 35ª divisione di Michel Sylvestre Brayer nei pressi di Wesel, mentre l'ala destra, forte di 7500 uomini consisteva nel V corpo e del III corpo di cavalleria della Grande Armata.
I corpi di Bulow contavano oltre 19000 fanti e 6240 cavalieri, organizzati in 4 brigate di fanteria e 3 di cavalleria. Inoltre, sotto il suo comando, si aggiunsero le truppe di Karl Alexander Wilhelm von Treskow, Karl Friedrich Bernhard Hellmuth von Hobe e Hans Joachim Friedrich von Sydow. In totale Bulow poteva contare su circa 30000 soldati e 96 cannoni da campo.
L'esercito della Boemia, al comando di Karl Philipp, Principe di Schwarzenberg non attraversò il Reno fino al 20 dicembre 1813 mentre l'esercito della Slesia, al comando di von Blücher attraversò il fiume il 1º gennaio 1814 e Wintzingerode il 6 gennaio.
Dopo Lipsia Bernadotte portò il suo esercito a nord della Germania, allo scopo di sconfiggere il regno di Danimarca e costringerlo a cedere la Norvegia alla Svezia.
Sebbene impaziente d'invadere l'Olanda, Bülow non fu in grado di concedere il permesso di farlo fino a che la Gran Bretagna faceva pressioni sul governo prussiano. Nel frattempo la 5ª brigata di Borstell fu inviata a bloccare la fortezza di Wesel.

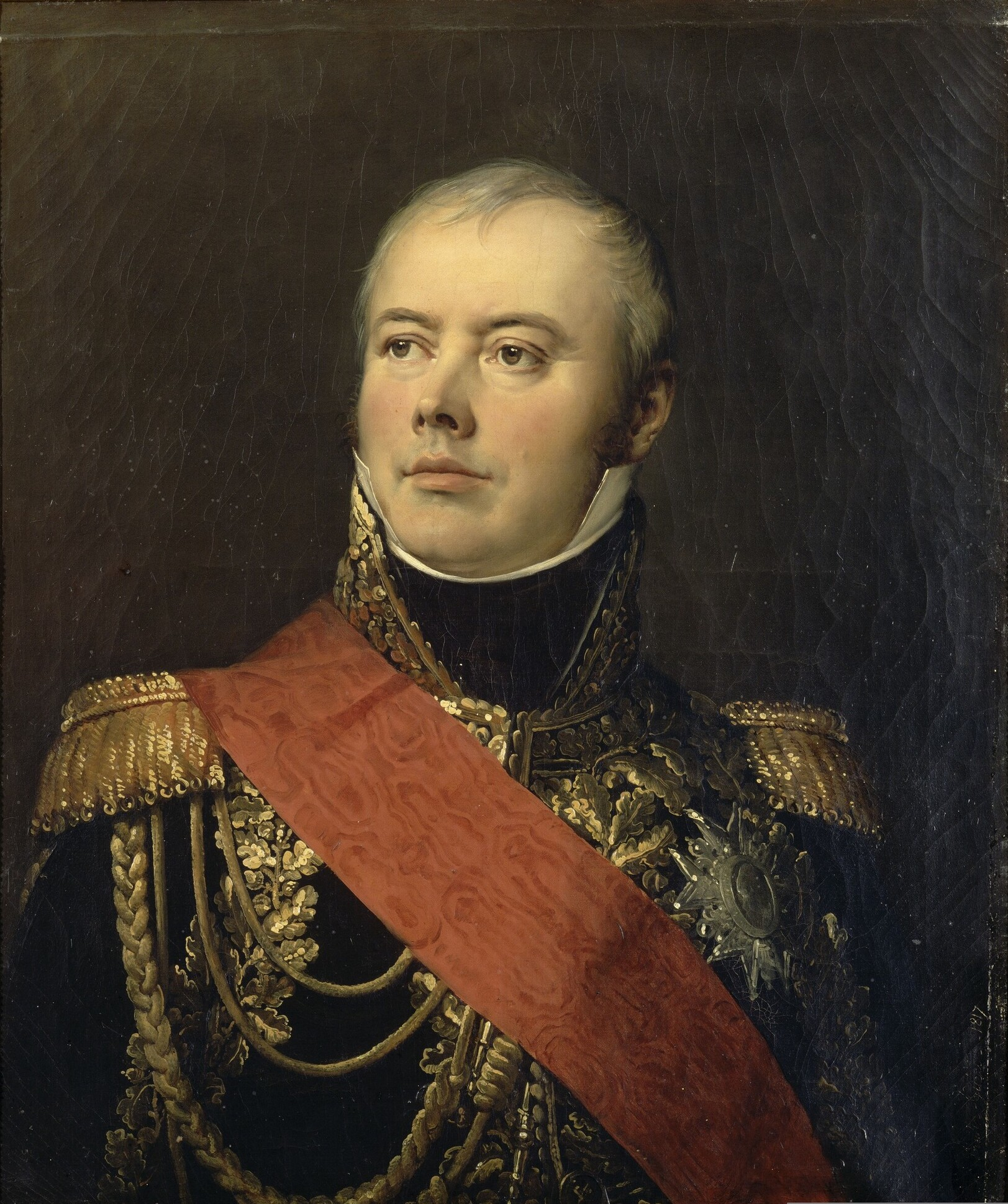
Jacques MacDonald

Il 23 novembre 3000 uomini dell'avanguardia di Bülow, guidati da Adolf Friedrich von Oppen, comandante della cavalleria del corpo d'armata di Karl Alexander Wilhelm von Treskow, invasero l'Olanda ed arrivarono davanti a Doesburg sul Ijssel. La città era stata assediata dai cosacchi ma più tardi liberata da una task force di Amey. Oppen prese d'assalto Doesburg senza molte difficoltà, catturando 112 soldati francesi. Il 24 novembre le forze di Bülow si assicurarono la resa di Zutphen e lo stesso giorno quelle di Benckendorff raggiungevano Amsterdam. Sempre il 24 Oppen allontanò la colonna di Amey da Velp verso Arnhem con una serie di scaramucce. .

## La battaglia
Dopo aver scoperto le postazioni defensive francesi fuori Arnhem, Oppen si ritirò a Velp dopo aver lasciato una schiera di avamposti. I francesi li attaccarono il 26 novembre, respingendoli provvisoriamente fino a Velp. Più avanti nella giornata le truppe di Oppen furono rafforzate da tre reggimenti di cavalleria e due battaglioni di fucilieri di Sydow e dal corpo di spedizione di Friedrich August Peter von Colomb. Il 28 novembre giunse la brigata di Karl August Adolf von Krafft, aggiungendo alle truppe di Oppen 12 battaglioni di fanteria e tre batterie di artiglieria. Inizialmente i prussiani volevano attaccare Arnhem, ma se ne dissuasero vedendo i movimenti di truppe e di artiglieria dei francesi e sentendo le informazioni delle spie che la città era difesa da 3-4000 francesi.
MacDonald sperava di mettere insieme una linea di difesa utilizzando le truppe di Molitor, di stanza in Olanda, 3000 uomini della Guardia nazionale francese, al comando di Antoine-Guillaume Rampon a Gorinchem e il IX Corpo. Il maresciallo francese e Charpentier giunsero ad Arnhem il 28 novembre con 2500 uomini della 2ª brigata di Jean Baptiste Simon Marie della 31ª divisione più un battaglione della 1ª brigata di Auguste Julien Bigarré. MacDonald decise che Arnhem non era difendibile contro una forza così superior numericamente e tornò a Nimega lasciando Charpentier con 4000 uomini a difendere la città.

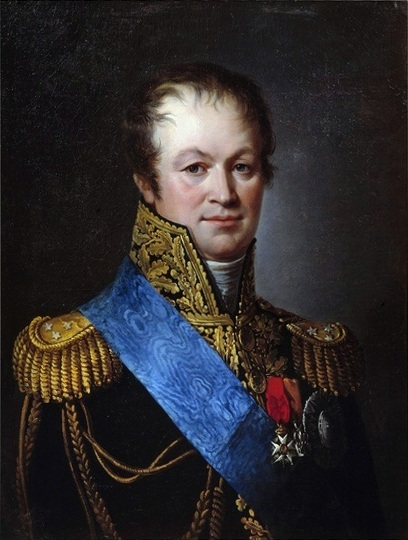
Henri Charpentier

Il mattino del 29 novembre i francesi iniziarono a bombardare le postazioni prussiane con l'artiglieria posta sulla riva meridionale del Reno. Oppen lanciò subito un pesante attacco contro il campo fortificato francese, ma dopo un iniziale successo i prussiani furono respinti.
Charpentier lanciò quindi un contrattacco e costrinse le truppe di Oppen ad arretrare su Velp. Un secondo attacco verso mezzogiorno sfondò l'avamposto prussiano di Lichtenbeek, infliggendo al nemico perdite per 50 uomini.
Amey rafforzò le postazioni esterne al campo trincerato. Temendo che MacDonald potesse lanciare un attacco da Arnhem contro le proprie linee di rifornimento, Bülow ordinò a Oppen di assalire Arnhem il giorno successivo. Quel giorno MacDonald tornò ad Arnhem e vide l'entità delle truppe prussiane. Ne dedusse che presto egli avrebbe dovuto affrontare ad Arnhem forze ben superiori e che Charpentier stava correndo il rischio di rimanere intrappolato. Apprendendo che Monitor aveva abbandonato Utrecht e rendendosi conto che la tenuta della linea dello Ijssel fosse priva di speranze, MacDonald sapeva che non vi erano più motivi per tenere Arnhem. Diede quindi istruzioni a Charpentier di ritirare le sue truppe dalla città e ripiegare su Nimega.
Per motivi sconosciuti, Charpentier disattese gli ordini del suo superiore e rimase in Arnhem la mattina del 30 novembre. Con un anche maggior abbaglio, egli non pose sentinelle a guardia delle porte della città. Nel frattempo Bülow giunse poco prima dell'alba ed organizzò personalmente l'attacco su cinque colonne. Il corpo di Colomb più due battaglioni supplementari e due cannoni avrebbero dovuto attaccare sull'estremo dell'ala sinistra; William Ernst von Zastrow condusse due colonne sul fianco destro agli ordini dei maggiori Zglinitzki and Schmidt. Zglinitzki attaccò una grossa ridotta vicino alla porta del Reno mentre il commando di Schmidt si riunì a Oosterbeek e assalì la porta del Reno.
Oppen comandò le due colonne della sinistra e del centro, dirette contro la porta settentrionale di Jans e quella nordorientale di Velp. Dopo essere irrotte attraverso le rispettive porte, ogni colonna si sarebbe divisa in tre sezioni, la prima, a guardia della porta stessa, la seconda a o del fianco esterno di quella adiacente e la terza doveva avanzare in città.
Quando la nebbia si sollevò, Oppen ordinò a tutte le colonne di attaccare alle ore 11. Poco dopo tale ora quattro battaglioni della brigata di Thümen giunsero a rinforzo delle colonne attaccanti. Il primo assalto contro il campo trincerato fallì, ma una seconda carica cacciò i quattro battaglioni di Marie all'interno della città. Poiché Charpentier non fu in grado di capire dove i prussiani stavano attaccando, la reazione francese fu lenta ed inefficace.
Una colonna prussiana occupò la porta di Velp, che era difesa da pochi soldati francesi. L'artiglieria di Colomb aprì a cannonate la porta di Sabelpoort, mentre quella di Jans cadde subito. Le tre colonne esterne prussiane irruppero nella città e attraversarono una delle porte interne. Questa facile cattura fu il risultato del concentramento di gran parte delle truppe di Charpentier sul lato occidentale della città.
La colonna di Zglinitzki, guidata dal reggimento di Kolberg, irruppe nella ridotta mentre gli uomini di Schmidt scalavano le mura della città, nonostante fossero bersaglio di proietti di cannone a schegge, sparati dalla riva meridionale del fiume.
I prussiani ebbero la meglio in un terribile corpo a corpo nel quale Marie fu colpito tre volte da baionette e cadde prigioniero, mentre Charpentier, semincosciente per una ferita, scampò a mala pena allo stesso destino.
Amey assunse il commando di quattro battaglioni, che condusse in ritirata attraverso il fiume. Tre battaglioni francesi rimasero intrappolati in città e non aspettandosi tregua, diedero aspra battaglia nelle vie della città. Qualcuno riuscì a scamparla, ma la maggior parte di essi morì in combattimento o fu presa prigioniera.
I francesi tentarono d'incendiare il ponte ma i genieri prussiani spensero le fiamme e ripararono il ponte.